# Coraline (film)
Pour le livre duquel est adapté le film, voir Coraline.
Pour plus de détails, voir Fiche technique et Distribution.
Coraline est un film nord-américain d'animation en volume de dark fantasy réalisé par Henry Selick, sorti en 2009. Il s'agit d'une adaptation du roman éponyme de Neil Gaiman publié en 2002. 
Premier long-métrage produit par le studio d'animation américain Laika, Coraline met en scène Dakota Fanning dans le rôle-titre ainsi que Teri Hatcher, Jennifer Saunders, Dawn French, Keith David, John Hodgman, Robert Bailey Jr. et Ian McShane.
Le film raconte l'histoire d'une jeune fille aventureuse nommée Coraline trouvant un monde parallèle idéalisé derrière une petite porte secrète dans sa nouvelle maison, ignorant que le monde alternatif contient un secret sombre et sinistre.

## Synopsis
Le film s'ouvre sur une scène où l'on voit deux mains squelettiques faites d'aiguilles de couture attraper une poupée arrivant par les airs et figurant une petite fille, avant d'arracher toute la surface de la poupée pour coudre de nouveaux éléments dessus et réaliser une nouvelle poupée, qui représente une petite fille aux cheveux bleus et à l'imperméable jaune. Les mains renvoient alors la poupée refaite, qui disparaît dans un ciel nocturne.
Coraline est une petite fille qui vient d'emménager avec ses parents dans une immense maison hébergeant plusieurs locataires. Toujours débordés par leur travail, ses parents, obsédés par l'idée de la publication d'un catalogue de jardinage, n'ont jamais le temps de s'occuper d'elle. Coraline doit se faire à sa nouvelle vie, et fait connaissance avec ses nouveaux voisins : Patbie qui est le diminutif de Pas-de-bol (Wybie dans les versions originale et québécoise qui est le diminutif de Why born et signifie "Pourquoi né"), un garçon étrange et bavard vivant avec sa grand-mère - qui est propriétaire de la maison - et toujours accompagné d'un chat noir, que Coraline méprise rapidement ; Miss Spink et Miss Forcible, deux comédiennes retraitées qui vivent entourées de scottish-terriers ; et M. Bobinsky, un vieil homme d'origine russe qui prétend créer un cirque de souris acrobates. Coraline s’ennuie immédiatement dans son nouvel environnement, délaissée par ses parents, sans amis et sans distractions. 
Patbie apporte un jour à Coraline une vieille poupée qui lui ressemble trait pour trait (et qui est en fait la poupée que l'on a vue au début du film), qu'il a trouvée dans son grenier. Coraline l'accuse de mensonge, répondant que c'est Patbie qui a fait la poupée, celle-ci étant beaucoup trop ressemblante pour que ce soit une simple coïncidence.
En explorant sa nouvelle maison, Coraline découvre grâce à la poupée l'existence d'une petite porte fermée. Après en avoir trouvé la clé, Coraline s'introduit dans la porte et découvre un passage mystérieux la conduisant à un monde parallèle, réplique de sa propre vie, mais dans une version cependant nettement plus intrigante et intéressante. Là-bas, elle fait la rencontre d'étranges personnages personnifiant ses propres parents et voisins, mais ayant chacun pour particularité d'avoir des boutons noirs à la place des yeux. Tout semble être mieux dans cet univers pour Coraline, ses parents s'occupent enfin d'elle, son « autre mère » cuisine des plats délicieux, son « autre père » chante et joue du piano, ses voisins sont devenus intéressants et divertissants : « l'autre Patbie » est devenu gentil et muet (pour qu'il n'agace pas Coraline), et ses « autres voisins », Bobinsky, Spink et Forcible, sont devenus de véritables artistes mettant tout en œuvre pour éblouir Coraline par des jeux et des spectacles. Elle y retrouve également le chat du monde normal, qui a dans l'autre monde la capacité de parler et qui deviendra son compagnon. La petite fille, séduite par ce monde-miroir, y retourne de plus en plus souvent (elle rentre dans son monde dès qu'elle s'endort), envoûtée par les délices et les trésors de cette « autre maison ». 
Cependant, un soir, son « autre mère » et son « autre père » lui proposent de lui coudre, à son tour, les fameux boutons dans les yeux, avec l’intention de la faire rester chez eux pour toujours. Effrayée, Coraline s'y refuse et décide alors qu'il serait mieux de rentrer chez elle, abandonnant cet univers pour retrouver le sien ; ses « autres parents » comptent néanmoins sur elle pour revenir et rester chez eux à jamais, ce qu'elle n'envisage pas, bien entendu. Coraline s'enfuit et se barricade dans sa chambre, avant de se coucher, bien décidée à ne jamais revenir.
Par malheur, elle se réveille dans l'autre monde. Ses autres parents sont apparemment décidés à la garder avec eux. Après avoir erré dans le monde, en compagnie du chat, elle explore l'autre monde, pour se rendre compte qu'il se limite à la maison et ses alentours ; au-delà, il n'y a rien que du vide. Coraline décide fermement de rentrer chez elle par la petite porte, mais trouve le salon, la pièce par laquelle on accède au passage, clos. Après avoir été terrorisée par les habitants de ce monde, qui semblent avoir complètement changé de caractère (comme son autre père, qui paraît être devenu comme un robot), elle force l'accès au salon pour trouver l'autre mère qui l'attend. Coraline exige de rentrer chez elle, et déclenche un conflit avec son autre mère, qui entre en rage et se transforme en une créature terrifiante, grande, maigre et difforme, qui jette la petite fille dans un miroir magique en punition. Là, Coraline rencontre trois fantômes d'enfants, tous avec des boutons en guise d'yeux, qui lui expliquent la vérité sur ce monde : l'autre mère est une sorcière maléfique qui attire les enfants grâce à la poupée, qui est en fait son espionne. Celle-ci voit à travers les yeux de la poupée et découvre ainsi le malheur des enfants. Elle les attire ensuite dans l'autre monde avec des cadeaux et des jeux, et les séduit jusqu'à ce que l'enfant accepte de se laisser coudre des boutons dans les yeux ; elle dévore alors la vie de l'enfant avant d'enfermer le « souvenir » de ce dernier dans le miroir magique. Les trois fantômes demandent à Coraline de tenter de retrouver leurs yeux, ce qui permettrait aux âmes des enfants d'être libérées. Mais Coraline a à peine le temps d'acquiescer que quelqu'un la tire hors du miroir magique. Elle se débat, croyant que c'était l'autre mère ; mais elle découvre l'autre Patbie. Coraline parvient à s'échapper des griffes de l'autre mère, et réussit à rentrer chez elle par le passage magique.
Coraline découvre alors que ses parents ont disparu. Elle les attend longuement, et rencontre Patbie, qui vient reprendre la poupée, en disant qu'elle est en fait un vieux souvenir de sa famille, appartenant à la sœur disparue de sa grand-mère. Coraline la cherche, sans la trouver, et tente de révéler l'histoire à Patbie, mais celui-ci ne la croit pas et s'enfuit. Après le départ de Patbie, Coraline aperçoit avec horreur ses véritables parents derrière son grand miroir ; ils l'appellent sans qu'elle ne puisse les entendre, et tracent sur de la buée « AIDE NOUS ». La petite fille, désespérée, brise le miroir, mais sans résultat. Finalement, le chat révèle à Coraline, cachée dans la chambre de ses parents, la poupée de l'autre mère, désormais à l'effigie des parents de Coraline. Celle-ci comprend alors que c'est l'autre mère qui a enlevé ses parents pour la faire revenir. De rage, elle brûle la poupée avant de repartir résolument dans l'autre monde, accompagnée du chat, qui lui suggère l'idée de lancer un défi à l'autre mère pour retrouver ses vrais parents, lui révélant le point faible de cette dernière : les jeux.
La petite fille suit ce conseil, et lance un défi à l'autre mère : si elle retrouve, en quelque temps, les yeux des enfants fantômes et ses vrais parents, l'autre mère leur rendra la liberté. Tentée par le défi, la sorcière accepte. Coraline doit alors explorer l'autre monde, où elle devra affronter tous les personnages, dont l'autre père et les autres voisins, qui s'avèrent être des robots contrôlés par l'autre mère, et qui sont tous devenus de redoutables ennemis, certains malgré eux comme l'autre père, qui donne le second œil à Coraline avant de sombrer. Cette dernière réussit finalement, après de nombreuses épreuves et avec l'aide du chat et d'un talisman donné par Spink et Forcible, à rassembler les trois yeux. Soudain, le monde autour d'elle se désintègre et s'effondre, à l'exception de la maison. Coraline court s'y réfugier, pour découvrir l'aspect fantomatique qu'a pris l'intérieur de la maison. Elle retrouve l'autre mère, qui a repris sa forme véritable de créature arachnoïde, dont les mains sont celles qu'on a vues au début du film. L'autre mère tente de s'emparer des yeux des fantômes, mais Coraline l'en empêche, et exige de revoir ses parents. La sorcière, sentant la situation lui échapper, lui met au défi de trouver où ils sont. Coraline suggère qu'ils sont derrière la petite porte que la sorcière avait verrouillé avant d'avaler la clé. Coraline aperçoit alors ses parents, prisonniers d'une boule à neige posée sur la cheminée ; et alors que la sorcière ouvre la porte, elle lui lance le chat à la figure, qui arrache ses boutons avec ses griffes, Coraline récupère la boule à neige. Aveugle et folle de rage, l'autre mère pulvérise la pièce, ouvrant à la place du plancher un piège en forme de toile d'araignée. Coraline réussit à s'introduire dans le passage. La sorcière menace de la suivre, mais les trois fantômes l'aident à fermer la porte. Coraline traverse le passage et referme la porte à clé. Elle retrouve alors ses parents libérés et indemnes, mais ayant oublié ce qu'il leur était arrivé.
La nuit suivante, Coraline voit en rêve les trois enfants qu'elle a libérés ; ils l'avertissent que la sorcière trouvera la clé du passage tant qu'elle sera vivante, et grâce à sa main, qui a été coupée lors de la fuite de Coraline, elle pourra la récupérer. À son réveil, Coraline prend la décision de faire disparaître la clé. Elle se dirige dans le jardin et s'apprête à la jeter dans un vieux puits quand la main de la sorcière surgit et tente d'entraîner Coraline dans l'autre monde, mais celle-ci est sauvée par Patbie, qui écrase la main sous une pierre. Les deux enfants jettent le tout, ainsi que la clé, dans le puits. Patbie s'excuse de ne pas avoir cru Coraline au sujet de l'autre monde (car sa grand-mère lui a donné une photo d'elle avec sa sœur jumelle qui était un des trois fantômes dont Coraline lui a fait une description après l'avoir vue). Le film se conclut sur tous les résidents de la maison (y compris les parents de Coraline, qui ont maintenant plus de temps pour elle) qui s'occupent ensemble du jardin ; ce faisant, ils lui donnent la forme du visage de l'autre mère (par opposition à l'autre monde, où l'autre père avait créé un jardin figurant le visage de Coraline).

## Fiche technique
- Titre original : Coraline
- Titre français : Coraline
- Réalisation : Henry Selick
- Co-réalisation : Miguel Domingo Cachuela (non-crédité)
- Scénario : Henry Selick d'après le roman éponyme de Neil Gaiman
  - Directeurs d’écriture et des storyboards : Chris Butler et Miguel Domingo Cachuela
- Musique : Bruno Coulais
- Direction artistique : Phil Brotherton, Lee Bo Henry, Tom Proost
- Photographie : Pete Kozachik
- Montage : Christopher Murrie, Ronald Sanders
- Production : Claire Jennings, Bill Mechanic, Mary Sandell, Henry Selick
- Sociétés de production : Laika, Pandemonium
- Sociétés de distribution : Focus Features
- Pays de production :  États-Unis
- Langue originale : anglais et russe
- Format : couleurs / noir et blanc - 35 mm - 1,85:1 - son DTS et Dolby Digital
- Budget : 60 millions de $[1]
- Durée : 100 minutes
- Dates de sortie :
  - États-Unis : 5 février 2009 (première)
  - Belgique, France et Suisse romande : 10 juin 2009
- Certification : interdit aux moins de 10 ans dans certaines salles de cinéma en France[réf. nécessaire]

## Distribution
- Dakota Fanning (VF : Juliette Buchez ; VQ : Catherine Brunet) : Coraline Jones
- Teri Hatcher (VF : Claire Guyot ; VQ : Geneviève Brouillette) : Mel Jones / l'Autre Mère
- John Hodgman (VF : Pierre-François Pistorio ; VQ : Jean-Michel Anctil) : Charlie Jones / l'Autre Père
- Robert Bailey Jr. (VF : Arthur Pestel ; VQ : Xavier Dolan) : Wyborne « Wybie » Lovat
- Keith David (VF : Saïd Amadis ; VQ : Patrick Chouinard) : le Chat noir
- Ian McShane (VF : Féodor Atkine ; VQ : Denis Mercier) : M. Sergei Alexander Bobinsky, l'étrange voisin
- Jennifer Saunders (VF : Catherine Arditi ; VQ : Johanne Garneau) : Miss April Spink
- Dawn French (VF : Brigitte Virtudes ; VQ : Chantal Baril) : Miss Miriam Forcible
- Aankha Neal, George Selick et Hannah Kaiser : les Trois Enfants Fantômes
- Harry Selick et Marina Budovsky : les amis de Coraline dans la photo de l'autre chambre
- Emerson Hatcher : les libellules de l'autre chambre
- Jerome Ranft : un déménageur
- Christopher Murrie et Jeremy Ryder : les jouets de l'autre chambre
- Carolyn Crawford (VF : Danièle Hazan ; VQ : Élise Bertrand) : Mme Lovat, la grand-mère de Wybie
- Yona Prost : un enfant qui joue dans le magasin de vêtements

## Production
D'après Henry Selick, Neil Gaiman lui a « laissé les coudées franches en matière d'adaptation. Cela m'a permis d'honorer ce qui compte le plus dans le livre, tout en restant libre d'inventer et de modifier ». Ainsi, le cinéaste s'est permis d'ajouter à l'intrigue le personnage de Wybie pour que Coraline puisse partager ses impressions avec quelqu'un de son âge.
Le tournage de Coraline dure plus de 18 mois à l'issue de deux années de préproduction.
Pour le tournage de Coraline, la production occupe 52 plateaux et emploie 130 décors fabriqués et peints à la main. Certains décors figurent dans les deux mondes, avec un minimum de transformations. Les deux mondes diffèrent par leurs accessoires, par la couleur du papier peint ou par certains paysages, mais tout en conservant les similitudes de bases. D'autres décors n'apparaissent que dans un seul monde, comme par exemple le Cirque aux Souris. D'ailleurs, l'animation de cette séquence, où évoluent simultanément 61 « souris sauteuses », prend à elle seule 66 jours de tournage.
Les lys du jardin sont des dés à coudre en silicone, retournés et peints à la main. La neige est fabriquée à l'aide de colle forte et de levure boulangère. Le centre des fleurs du jardin fantastique est fait de balles de ping-pong. Également, les fleurs de cerisiers sont des grains de pop-corn cuits, puis teintés à la main.
Henry Selick a travaillé avec une équipe de 70 collaborateurs pour concevoir et fabriquer ses personnages. Ce sont des figurines en silicone, mousse de latex et résine qui sont montées sur des armatures métalliques. Pour la fabrication d'une seule figurine de Coraline, il faut mobiliser une dizaine de personnes durant 3 à 4 mois. 28 figurines d’une vingtaine de centimètres de hauteur ont été créées pour le seul personnage de Coraline, avec 9 costumes différents reproduits à une demi-douzaine d'exemplaires.
Après avoir auditionné 70 actrices pour la voix originale de la mère de Coraline, c'est l'actrice Teri Hatcher qui s'est imposée par son timbre chaleureux et expressif. L'actrice, dont c’était le premier doublage, a dû interpréter non seulement la Vraie Mère, mais également l'Autre. Sachant qu'avec l'Autre mère, il existe deux déclinaisons, celle où elle est gentille et une seconde où elle est maléfique.

## Musique
La bande originale de Coraline comprend des chansons du compositeur français Bruno Coulais, dont "Other Father Song", de They Might Be Giants. La voix de l'Autre Père est interprétée par John Linnell, l'un des chanteurs du groupe. Ils avaient initialement écrit dix chansons pour le film. Mais lorsqu'un ton mélancolique a été décidé, toutes sauf une ont été coupées. La partition de Coulais a été interprétée par l'Orchestre symphonique de Hongrie et comprend des pièces chorales chantées par le Chœur d'enfants de Nice dans une langue absurde. Selick mentionne le fait que la soliste principale, « une jeune fille que l'on entend chanter dans plusieurs parties du film », s'appelle par hasard Coraline (Coraline Tassy). Coulais remporte pour Coraline en 2009 le Annie Awards de la meilleure musique pour un long-métrage d'animation.

### Liste des morceaux originaux
- "Sirens of the Sea" – Interprété par Michele Mariana
- "Other Father Song" – Écrit et interprété par John Linnell
- "Nellie Jean" – Interprété par Kent Melton
- "Dreaming" – Interprété par Bruno Coulais, le Chœur d'enfants de Nice, et Teri Hatcher

## Sortie

### En salles
La bande-annonce du film sort le 24 novembre 2008 et est diffusée avant des films tels que Volt, star malgré lui, La Légende de Despereaux ou Palace pour chiens.
Coraline sort en salle le 6 février 2009 aux États-Unis et le 10 juin de la même année en France, en Belgique et en Suisse. 
Pour célébrer son 15ème anniversaire, le film fait son retour au cinéma en version 3D le 15 août 2024.
Le film ressort aux États-Unis le 14 août 2024. Cette ressortie en salle connaît un franc succès, accumulant plus de 4,91 million de dollars en seulement 2 jours.

### En DVD et Blu-ray
Le film est sorti en DVD et Blu-ray aux États-Unis le 21 juillet 2009, par Universal Studios Home Entertainment et au Royaume-Uni le 12 octobre 2009. Une version 3D du film est également sortie sur une édition collector 2-Disc. Le DVD a été vendu 1 036 845 fois dès la première semaine et a généré plus de 19 millions de dollars de recettes. Les ventes totales s'élèvent à plus de 2,6 millions d'unités et les recettes à plus de 45 millions de dollars. Un ensemble de deux disques Blu-ray 3D, qui comprend une 3D stéréoscopique sur le premier disque et une image anaglyphe 3D, est sorti en 2011.

### Sur d'autres supports
Le film a été adapté en jeu vidéo sous le titre Coraline: An Adventure Too Weird for Words sur Wii, PlayStation 2 et Nintendo DS.

## Accueil

### Accueil critique
Sur le site d'agrégation des critiques Rotten Tomatoes, le film obtient une note d'approbation de 90 % sur la base de 267 critiques, avec une note moyenne de 7,8/10. Le consensus critique du site web est le suivant : "Avec son animation en stop-motion très vivante combinée à l'histoire imaginative de Neil Gaiman, Coraline est un film à la fois visuellement étonnant et merveilleusement divertissant". Sur Metacritic, le film a une note moyenne pondérée de 80 sur 100, basée sur 38 critiques, indiquant "des critiques généralement favorables".
David Edelstein a déclaré que le film est "un véritable conte de fées" qui avait besoin d'une "histoire un peu moins entrée en matière et un peu plus...". A. O. Scott du New York Times a qualifié le film d"exquisément réalisé", avec "un rythme plus lent et un ton plus contemplatif que le roman. C'est assurément excitant, mais plutôt que de courir vers un point culminant mouvementé à la manière de tant d'autres films d'animations pour enfants à travers des décors de plus en plus bruyants, Coraline s'attarde, dans une atmosphère qui est effrayante, merveilleusement étrange et pleine de sentiments".

### Box-office
Selon Paul Dergarabedian, analyste commercial de Media by Numbers, pour que le film soit rentable, il lui fallait un box-office comparable à celui de Wallace et Gromit : Le Mystère du lapin-garou, qui avait rapporté 16 millions de dollars lors de son week-end d'ouverture et qui a fini par rapporter plus de 192 millions de dollars dans le monde entier. Avant la sortie du film, Dergarabedian pensait que les studios Laika "devraient être vraiment contents" que Coraline rapporte 10 millions de dollars lors de son week-end d'ouverture. Lors de son week-end d'ouverture aux États-Unis, le film a rapporté 16,85 millions de dollars, ce qui le place en troisième position au box-office. Le long-métrage a gagné 15 millions de dollars au cours de son deuxième week-end, portant son total américain à 35,6 millions de dollars, dont 25,5 millions de dollars provenant des séances en 3D. En novembre 2009, le film a rapporté 75 286 229 dollars aux États-Unis et au Canada et 49 310 169 dollars dans le reste du monde, pour un total de 124 596 398 dollars dans le monde.

## Distinctions

### Récompenses
- Cristal du long-métrage au Festival du film d'animation d'Annecy
- Annie Award 2010 : meilleure conception des personnages, meilleurs décors et meilleure musique

### Nominations
- Oscars 2010 du meilleur film d'animation.
- BAFTA 2010 du meilleur film d'animation.
- Golden Globes 2010 du meilleur film d'animation.

## Influences
Henry Selick avait réalisé L'Étrange Noël de monsieur Jack et James et la Pêche géante produits par Skellington Productions, le studio de Tim Burton. Il n'est donc pas étonnant que l'univers de Coraline présente certaines similitudes avec l'œuvre de ce dernier (les monstres à rayures, les arbres qui se déroulent, les créatures aux doigts fins…).
Comme dans Alice au pays des merveilles de Lewis Carroll, un animal fait office de guide pour l'héroïne (un lapin blanc pour Alice et un chat pour Coraline). Également, on retrouve une « petite porte » pour symboliser le passage entre les deux mondes.